# Syndrome de Klüver-Bucy
Pour les articles homonymes, voir Klüver et Bucy.
 Mise en garde médicale
Le syndrome de Klüver-Bucy a été découvert expérimentalement dans les années 1930 par le psychologue Heinrich Klüver et le neurochirurgien Paul Bucy de l'université de Chicago. Des lésions bilatérales de l'amygdale ont permis de comprendre l'importance de celle-ci dans la gestion des émotions. Les symptômes tels que l'agnosie visuelle (mauvaise reconnaissance des objets), les troubles de la mémoire, les tendances à explorer les objets avec la bouche et l’hypersexualité ne sont pas spécifiquement dues à l'ablation de l'amygdale ; par contre les troubles émotionnels et la diminution considérable de la peur sont des effets de celle-ci.

## Historique
La première description expérimentale du syndrome date des années 1930 par le psychologue Heinrich Klüver et le neurochirurgien Paul Bucy de l'université de Chicago, après des lobectomies de singes rhésus.
L'association à une encéphalite virale chez l'adulte humain est établie dans les années 1960.

## Physiopathologie
Manifestations neuropsychiques observées :
- origine chirurgicale, après une lobectomie temporale bilatérale (lésion des lobes temporaux médians chez le singe[1]) ;
- origine post-traumatique, après un traumatisme touchant la région antérieure de la partie médiane du lobe temporal (qui contient l'amygdale) ;
- origine postencéphalitique, après une encéphalite secondaire à une infection[2] notamment par le virus herpès ;
- origine vasculaire, après un AVC ;
- origine atrophique du cortex cérébral (ex: chez certains patients atteints de malades neurodégénératives, telles que la démence frontotemporale[4]).

## Diagnostic

### Signes fonctionnels
Le syndrome de Klüver et Bucy a été caractérisé par les symptômes suivants :
- astéréognosie, c'est-à-dire incapacité à reconnaître les objets par leur forme perçue tactilement ;
- prosopagnosie, incapacité à reconnaître les visages ;
- troubles de la mémoire ;
- émoussement émotionnel (placidité) ;
- comportement d'utilisation (en), avec tendance compulsive à porter les objets à la bouche[5] ; les conséquences peuvent être fatales[6] ;
- besoin d'explorer l'environnement ;
- boulimie ;
- Witzelsucht (en)[2] (plaisanteries déplacées) et hypersexualité ;
- disparition de la peur ;
- akathisie (besoin irrépressible de mouvement musculaire – incapacité à « rester en place »).

### Examen clinique
Il est nécessaire de rechercher des antécédents de méningoencéphalite herpétique.

## Prévention
La prévention serait plus basée sur l'étiologie de la maladie causale d'où il est important de lire les mesures préventives de la méningite et/ ou de la Méningo-encéphalite car il s'agit le plus souvent de l'une parmi les complications neurologiques observées bien que rare. 